# Artūras Zuokas

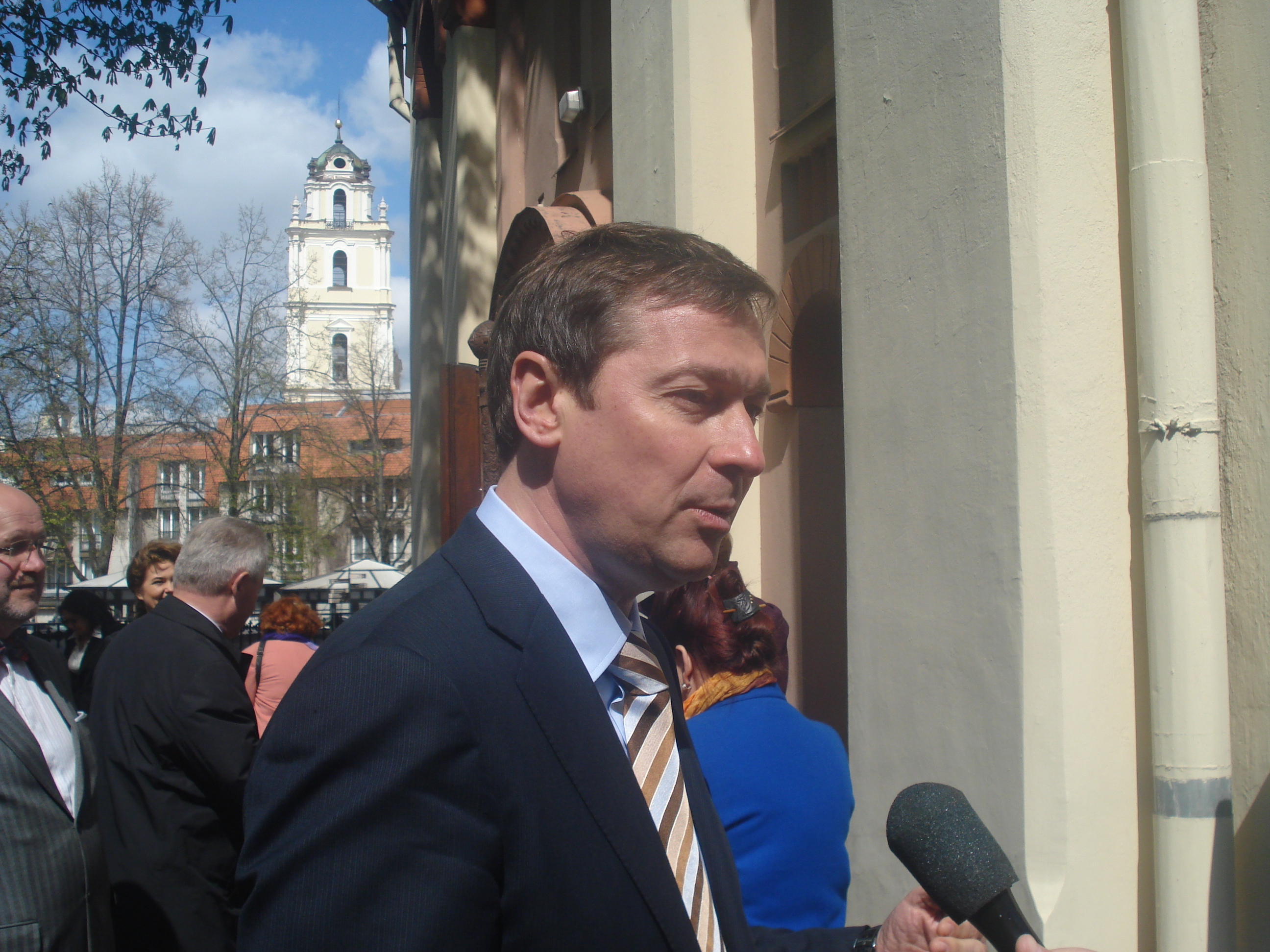
Artūras Zuokas

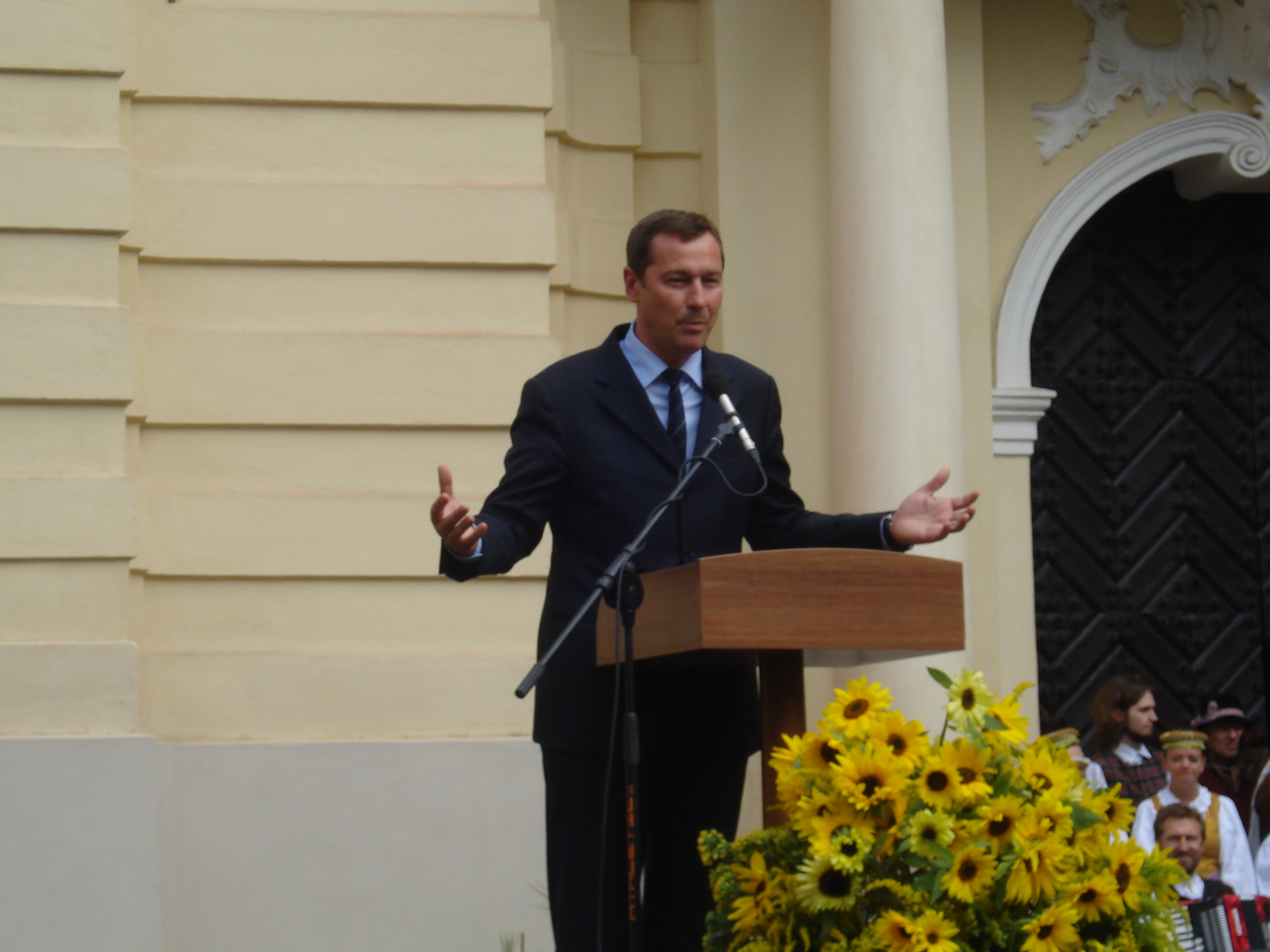
Zuokas an der Universität Vilnius, 2011

Artūras Zuokas (* 21. Februar 1968 in Kaunas) ist ein litauischer liberaler Politiker, Seimas-Mitglied, Journalist und Unternehmer, seit Februar 2024 Vorsitzender der Partei Laisvė ir teisingumas, ehemaliger Vorsitzender der Partei Lietuvos laisvės sąjunga (liberalai). Bis April 2015 war er Bürgermeister der litauischen Hauptstadt Vilnius. Ab dem 31. Mai 2003 war er Vorsitzender der damals neu gegründeten litauischen Liberalen und Zentrumsunion.

## Tätigkeit als Journalist
1986 schloss Artūras Zuokas die Ausbildung des Elektrikers mit dem Abitur an der Technischen Berufsschule Jonava ab. 1989 gründete er die Monatszeitschrift „Homo Sovieticus“ und war ihr leitender Redakteur. 1990–1991 arbeitete er als Reporter der Tageszeitung „Respublika“ und war als freier Mitarbeiter und Journalist der „Independent Television News Ltd.“ in den Krisengebieten im Irak, Iran, Aserbaidschan, Georgien und Ossetien tätig. 1992 gründete er in Vilnius die Nachrichtenagentur „Baltijos naujienų agentūra“. 1992–1994 war Artūras Zuokas Journalist von „Worldwide Television News“ und Korrespondent für politische Nachrichten in Moskau, Bergkarabach, Tschetschenien und Abchasien. 1998 schloss er sein Journalistikstudium an der Universität Vilnius ab.

## Politische Karriere
Sein Eintritt in die politische Karriere erfolgte über seine Tätigkeit beim Rotary Club in Vilnius, über die er Aufnahme in den Wahlkampfstab von Valdas Adamkus für die litauischen Präsidentschaftswahlen 1998 fand. In der Folge begann ein steiler Aufstieg, der ihn im Gefolge des Parteieintritts von Rolandas Paksas in die Liberale Union (LLS) im Dezember 1999 zu einem der stellvertretenden Parteivorsitzenden der LLS machte. Als enger Vertrauter von Paksas organisierte er den erfolgreichen Wahlkampf der LLS zu den Parlamentswahlen 2000. In der Nachfolge von Paksas wurde er im November 2000 mit 32 Jahren zum damals weltweit jüngsten Bürgermeister einer Hauptstadt gewählt.
In der Folge profilierte er sich als dynamischer, wirtschaftsnaher Bürgermeister und profitierte dabei vom generellen Wirtschaftsaufschwung im Lande, der sich insbesondere auf die Hauptstadt konzentrierte. Er wurde, nach dem Austritt von Paksas aus der LLS im Februar 2002, zum Hoffnungsträger der Partei und nach deren Zusammenschluss mit der Zentrumsunion und den Modernen Christdemokraten am 31. Mai 2003 Vorsitzender der neu gegründeten Union von Liberalen und Zentrum (Liberalų ir centro sąjunga, LiCS).
Zu diesem Zeitpunkt warfen erste Ungereimtheiten Schatten auf sein Bild in der Öffentlichkeit. Nachdem nach den Kommunalwahlen im Dezember 2002 zunächst der Sozialdemokrat Gediminas Paviržis am 9. April 2003 zum neuen Bürgermeister gewählt worden war, plante Zuokas mit Unterstützung zweier Überläufer aus der Polnischen Wahlaktion diese Wahl rückgängig zu machen und sich selbst erneut zum Bürgermeister wählen zu lassen. Doch bei der entscheidenden Stadtratssitzung fehlte Zuokas unerwarteterweise die Stimme seines Parteifreunds Vilmantas Drėma. Zuokas wurde dann sieben Wochen später am 25. Juni 2003 doch noch mit 26 von 51 Stimmen erneut zum Bürgermeister von Vilnius gewählt, nachdem ein Gericht die Wahl von Paviržis für ungültig erklärt hatte. Für die dubiosen Vorgänge rund um die gescheiterte erste Wahl im Mai 2003 musste sich Zuokas vor Gericht wegen des Vorwurfs des Stimmenkaufs verantworten.
Zuokas führte sein Amt trotzdem fort und wurde im Februar 2005 auch als Parteivorsitzender wieder gewählt. Die Kampfabstimmung und die Positionierung der beiden Kandidaten (651 Stimmen für Zuokas, 442 für Gintaras Steponavičius) bereitete jedoch die spätere Parteispaltung vor. Im Mai 2005 kamen Gerüchte auf, Zuokas habe 2001–2003 in der schwarzen Buchhaltung einer der größten Vilniusser Baufirmen, der „Rubicon Group“, auf der Empfängerliste von Schmiergeldzahlungen gestanden und Zahlungen in Millionenhöhe erhalten. Im Rahmen der staatsanwaltlichen Untersuchungen begab sich Zuokas bereits im April 2005 unangekündigt auf „Geschäftsreise“  nach Warschau, wohl um dem Zugriff der Staatsanwaltschaft zu entgehen, und ließ in der Folgezeit sein Amt als Vorsitzender der LiCS ruhen (6. Juni bis 12. Juli 2005). Er dementierte die Vorwürfe jedoch stets.
Sein Festhalten am Amt des Parteivorsitzenden der LiCS führte im Verlauf des Jahres 2005 zur Spaltung der Partei. Nachdem im Juli 2005 führende Parteimitglieder aus der Partei ausgeschlossen worden waren, gründeten diese im Oktober 2005 die Liberale Bewegung (Lietuvos Respublikos liberalų sąjūdis, LRLS). Ende des Jahres 2005 kam eine Untersuchungskommission des litauischen Parlaments zu dem Ergebnis, Zuokas sei auf der Empfängerliste von Schmiergeldzahlungen unter dem Decknamen abonentas aufgeführt. Der Versuch, ihn in der Folge aus dem Amt des Bürgermeisters zu wählen, scheiterte jedoch im Januar 2006.
Bei den Kommunalwahlen im Februar 2007 erhielt die LiCS noch 16 % der Wählerstimmen und 9 der 51 Mandate im Rat der Stadt von Vilnius. Diesmal ergaben die erneut langwierigen Koalitionsverhandlungen eine neue Mehrheit im Vilniusser Stadtrat, die am 15. April 2007 Juozas Imbrasas zum Nachfolger Zuokas’ als neuen Bürgermeister wählte. Zuokas war anschließend bis November 2008 einfaches Mitglied des Stadtrats.
Der Prozess wegen Stimmenkaufs wurde nach mehreren Freisprüchen wegen Verfahrensfehlern im Jahre 2007 erneut aufgenommen und Zuokas am 20. März 2008 zusammen mit zwei Geschäftsleuten (darunter der  Chef der Firma UAB Rubicon) wegen versuchter Bestechung zu einer Geldstrafe von 12.500 Litas (gut 3.600 Euro) verurteilt. Zuokas ging dagegen ebenso in Berufung wie die Staatsanwaltschaft, die von tatsächlich erfolgter Bestechung spricht, während Zuokas seine Unschuld beteuert.
Nach den Parlamentswahlen in Litauen im Oktober 2008 wurde Zuokas Mitglied des litauischen Parlaments, allerdings scheiterte er knapp bei der Stichwahl für ein Direktmandat in Vilnius. Seine Partei Liberalų ir centro sąjunga erhielt insgesamt acht Sitze im Seimas, ist Teil der Regierungskoalition der Mitte-rechts-Parteien unter Führung der Konservativen und regiert nun gemeinsam mit der LRLS. Zuokas selbst wurde allerdings kein Ministeramt zugestanden.
Ab dem 19. April 2011 war Zuokas wieder Bürgermeister von Vilnius. 2014 wurde er  Kandidat zum litauischen Präsidenten bei der Präsidentschaftswahl in Litauen 2014. Bei Kommunalwahlen in Litauen 2015 verlor seine Partei ihre herrschende Position. Gegen Zuokas setzte sich der liberale Politiker Remigijus Šimašius im zweiten Wahlgang den Bürgermeisterpost durch. Danach erklärte er seine Kandidatur bei der Präsidentschaftswahl in Litauen 2019.
Seit 2024 ist er Mitglied im 14. Seimas. 

## Trivia
Am 30. Juli 2011 wurde Zuokas auch bekannt durch eine inszenierte PR-Aktion in Vilnius, wo er mit einem Schützenpanzerwagen vom Typ BTR-60 über einen falsch geparkten Mercedes der S-Klasse rollte und ihn zerquetschte, um damit auf das rücksichtslose Falschparken von „Nobelkarossen“ in der Stadt aufmerksam zu machen, wofür er mit dem Friedens-Ig-Nobelpreis ausgezeichnet wurde.

## Sonstiges
Artūras Zuokas ist mit Agnė Zuokienė verheiratet. Sie haben drei gemeinsame Kinder.